# 基什彻斯
基什彻斯，是匈牙利维斯普雷姆州所辖的一个村，总面积9.04平方公里，总人口128，人口密度14.2人/平方公里（2010年1月1日）。